# Louise Leblanc
 (novembre 2016).
Si vous disposez d'ouvrages ou d'articles de référence ou si vous connaissez des sites web de qualité traitant du thème abordé ici, merci de compléter l'article en donnant les références utiles à sa vérifiabilité et en les liant à la section « Notes et références ».
Pour les articles homonymes, voir Leblanc.
Louise Leblanc (née le 10 juin 1942) est une femme de lettres québécoise rendue célèbre en 1983 grâce au Prix Robert-Cliche. Elle a publié plusieurs autres romans et livres jeunesse traduits et vendus partout dans le monde. Elle est la petite-nièce de l'écrivain, journaliste et militaire québécois Rodolphe Girard.

## Biographie
Louise Leblanc est la fille de l'avocat Léo R. Leblanc et de Liane Audet-Lapointe. Née à Montréal, elle a grandi à Chambly dans une maison de la rue Bourgogne bordant le bassin de Chambly.
Après son cours classique, elle entreprend des études universitaires en pédagogie (littérature et histoire) à l'Université de Montréal. D'abord professeure de français et d'histoire, elle exerce différents métiers : recherchiste à la télévision, journaliste-pigiste pour plusieurs magazines, rédactrice publicitaire et directrice du centre de documentation de l'Institut national de productivité.
C’est en 1980 que paraît son premier livre: 'L’Homme objet', un recueil de pensées humoristiques. Puis, en 1983, elle publie son premier roman, '37 ½ AA' qui lui vaut le prix Robert-Cliche. En 1985, elle écrit le scénario et les dialogues du téléfilm 'Archimède' diffusé par la Société Radio-Canada. Elle publie ensuite deux autres romans, 'Pop Corn' et 'Le sang de l’or', qu’elle écrit à Paris où elle séjourne pendant trois ans et publie « Croque-messieurs », aux éditions du Cherche midi.
À son retour à Montréal en 1990, elle publie son premier livre pour enfants, 'Ça suffit Sophie!', suivi de 'Sophie lance et compte!' qui s’est classé au palmarès Communication-Jeunesse des livres préférés des jeunes. En 1997, elle reçoit la médaille du Rayonnement culturel, couronnant l’ensemble de son œuvre en littérature pour la jeunesse, décernée par la Renaissance française, puis en 1998, elle reçoit le prix Québec-Wallonie-Bruxelles pour le livre 'Deux amis dans la nuit' de la série Léonard.
Louise Leblanc a également publié des nouvelles et elle a écrit pour la télévision. Au petit écran, elle est notamment l’auteure de quelques épisodes de l’émission 'Watatatow' et de la télésérie 'Les enquêtes de Chlorophylle', une coproduction franco-québécoise diffusée en France, en Belgique, en Suisse et au Canada.
Louise Leblanc renoue cependant avec le roman « adulte » en 2001 avec "Un grain de barbarie", chez Flammarion, puis, en 2009 avec « Bienvenue sur terre, Monsieur le ministre ! », aux Éditions Fidès.

## Fonds d'archives
Le fonds d'archives de Louise Leblanc est conservé au centre d'archives de Montréal de Bibliothèque et Archives nationales du Québec.

## Honneurs
- Prix Robert-Cliche (1983), 37 1/2 AA
- Prix Québec-Wallonie Bruxelles (1998), Deux amis dans la nuit